# 3511 Tsvetaeva
3511 Tsvetaeva este un asteroid din centura principală, descoperit pe 14 octombrie 1982 de Liudmila Karacikina.